# Allen Nono
Allen Dorian Nono (Port-Gentil, 15 de agosto de 1992) é um futebolista profissional gabonês que atua como meia.

## Carreira
Allen Nono fez parte do elenco da Seleção Gabonense de Futebol da Olimpíadas de 2012.